# Setge d'Alacant (1356)
El setge d'Alacant de 1356 fou un dels episodis de la Guerra dels dos Peres.

## Antecedents
En arribar Pere el Cruel al tron de Castella, aviat es van fer patents els seus desitjos de recuperar Alacant i de guanyar altres places a costa de la Corona d'Aragó. Els germanastres de Pere es van convertir en una poderosa amenaça, i el més gran, Enric es es va revoltar en 1354, i tot i aconseguir força èxit en els seus primers mesos, finalment va ser derrotat, i Enric va acabar exiliant-se a França a principis de 1356, mentre que altres nobles rebels van decidir fugir a la Corona d'Aragó, sent acollits per Pere el Cerimoniós.

## El setge
L'infant Ferran va reunir un exèrcit de 200 genets amb el qual va atacar Alacant a principis de setembre de 1356 i Pere el Cruel va arribar amb 12 galeres (poc armades) des de Gènova sobre aquestes dates i va realitzar un atac sincronitzat per mar. Van trobar alguna resistència a la ciutat, però finalment van aconseguir prendre tant la plaça com el castell el 8 de setembre.
Pere el Cruel va prosseguir el seu camí cap a Sevilla mentre que Ferran va romandre a Alacant fins posar pràcticament tot el Senyoriu d'Oriola sota l'autoritat de Castella però tres setmanes més tard la Corona d'Aragó va llançar una contra militar comandada per l'experimentat militar Francesc de Cervià i el seu fill Hug de Cervià, prenent el castell el 4 d'octubre.

## Conseqüències
L'infant Ferran va aconseguir escapar de la ciutat i va tractar de reunir nous soldats per contraatacar ràpidament, però va ser aturat el 17 d'octubre a Biar, on va patir una derrota al no aconseguir conquerir el seu castell.
Després de la caiguda de Tarassona, Pere el Cerimoniós va autoritzar a l'Infant Ferran a fer una ràtzia a l'horta de Múrcia i assetjar Cartagena, que no va aconseguir prendre. Amb l'amenaça castellana a Saragossa, a instàncies del cardenal Guillaume de la Jugie, llegat d'Innocenci VI, es va signar el 8 de maig entre ambdós reis una treva d'un any, que Pere el Cerimoniós trencà l'agost recuperant Tarassona.